# Hugues (évêque d'Uzès)
Pour les articles homonymes, voir Hugues.
Hugues 'de la Roque' ou Hugo, est 20e évêque d’Uzès de 1030 à 1080.

## Chronologie
| 1030. | Il est sacré. |
| 1042. | Il assiste au concile de Saint-Gilles du Gard, touchant la Paix de Dieu (mais le concile d'Arles vient de lancer la trêve de Dieu).                                              |
| 1043. | Il confirme les actes du concile de Narbonne. |
| 1050. | Il assiste au concile de Saint-Thibéry. |
| 1054. | Il assiste à la dédicace de la cathédrale de Maguelonne, et, par procuration, au neuvième concile de Narbonne.                                                                   |
| 1066. | Il assiste, avec Guillaume et Émenon de Sabran et Rostaing, à l'acte passé dans l'église Saint-Baudile, de Nîmes, par Raymond IV, en faveur de l'abbaye de Saint-Gilles du Gard. |
| 1080. | Il assiste au concile de Bordeaux. |